# Bruno Massa
Bruno Massa (Milano, 7 aprile 1948) è un biologo, entomologo e ornitologo italiano.

## Biografia
Laureatosi nel 1970 in Scienze biologiche, dal 2000 è professore ordinario di Entomologia agraria presso la Facoltà di Agraria dell'Università di Palermo.
I suoi campi di interesse scientifico comprendono entomologia, ornitologia, biogeografia, etologia e ecologia.
Ha collaborato con svariate istituzioni scientifiche e museali, tra cui il Musée National d'Histoire Naturelle di Parigi, il Museum of Natural History di Londra e il Museo Nacional de Ciencias Naturales di Madrid.
Nel settore ambientale, ha contribuito a studi di settore per lo sviluppo di diverse aree naturali protette della Sicilia tra cui il Parco delle Madonie, il Parco dei Nebrodi, la Riserva naturale orientata dello Zingaro e il Parco di Pantelleria.

## Alcune opere

### Libri
- Iapichino C. & Massa B., 1989. The Birds of Sicily. British Ornithologists'Union. Checklist n.11, London
- Massa B., 2008. In difesa della biodiversità. Perdisa ed., Ozzano Emilia (BO), 347 pp.
- Massa B., 2010. Biodiversità: manuale per l'uso. Darwin ed., Roma.
- Massa B., Fontana P., Buzzetti F.M, Kleukers R. ,Odé B., Orthoptera, in Fauna d’Italia. XLVIII, Edizioni Calderini Milano - Ministero dell'Ambiente, 2012, ISBN 978-88-506-5409-3.

### Pubblicazioni
- Massa B., 2012. New species, records and synonymies of West Palaearctic Pamphaginae (Orthoptera: Caelifera: Pamphagidae). Ann. Soc. Entomol. Fr., 48: 371-396. DOI: 10.1080/00379271.2012.10697786
- Massa B., 2014. A new genus of Phaneropterinae (Orthoptera: Ensifera: Tettigoniidae) from Central Africa. Zootaxa, 3764 (2): 197-200. DOI: 10.11646/zootaxa.3764.2.7
- Massa B. 2015 New genera, species and records of Phaneropterinae (Orthoptera Phaneropteridae) from sub-Saharan Africa. ZooKeys 472: 77-102. DOI: 10.3897/zookeys.472.8575
- Massa B. 2017. New taxa of Orthoptera (Insecta Tettigoniidae Phaneropterinae) from Madagascar. Zootaxa 4242(2):299–312. DOI: 10.11646/zootaxa.4242.2.5
- Benkenana N. & Massa B. 2017. A new species of Pamphagus (Orthoptera: Pamphagidae) from Algeria with a key to all the species of the genus. Zootaxa 4254(1): 102–110. DOI: 10.11646/zootaxa.4254.1.6
- Massa B. 2017. New and interesting Orthoptera from the Arabian Peninsula and Socotra. ZooKeys 679: 37—46. DOI: 10.3897/zookeys.679.11967

## Taxa descritti
Complessivamente ha descritto 52 nuovi taxa di ortotteri (tra cui 11 nuovi generi) e 4 taxa di coleotteri:
- Ocnerosthenus Massa, 1995 (Pamphagidae)
- Afromeconema Massa, 1997 (Tettigoniidae)
- Amedegnatiana Massa & Fontana, 2011 (Tettigoniidae)
- Sardoplatycleis Massa & Fontana, 2011 (Tettigoniidae)
- Pseudoplangia Massa, 2014 (Tettigoniidae)
- Angustithorax Massa, 2015 (Tettigoniidae)
- Arostratum Massa, 2015 (Tettigoniidae)
- Symmetrokarschia Massa, 2015 (Tettigoniidae)
- Symmetroraggea Massa, 2015 (Tettigoniidae)
- Griffinipteryx Massa, 2016 (Tettigoniidae)
- Madagascarantia Massa, 2017 (Tettigoniidae)
- Pamphagus ortolaniae Cusimano & Massa, 1977 (Pamphagidae)
- Acinipe galvagnii Cusimano & Massa, 1977 (Pamphagidae)
- Pterolepis elymica Galvagni & Massa, 1980 (Tettigoniidae)
- Pamphagus caprai Massa, 1991 (Pamphagidae)
- Pamphagus auresianus Massa, 1991 (Pamphagidae)
- Ochrilidia nuragica Massa, 1994 (Acrididae)

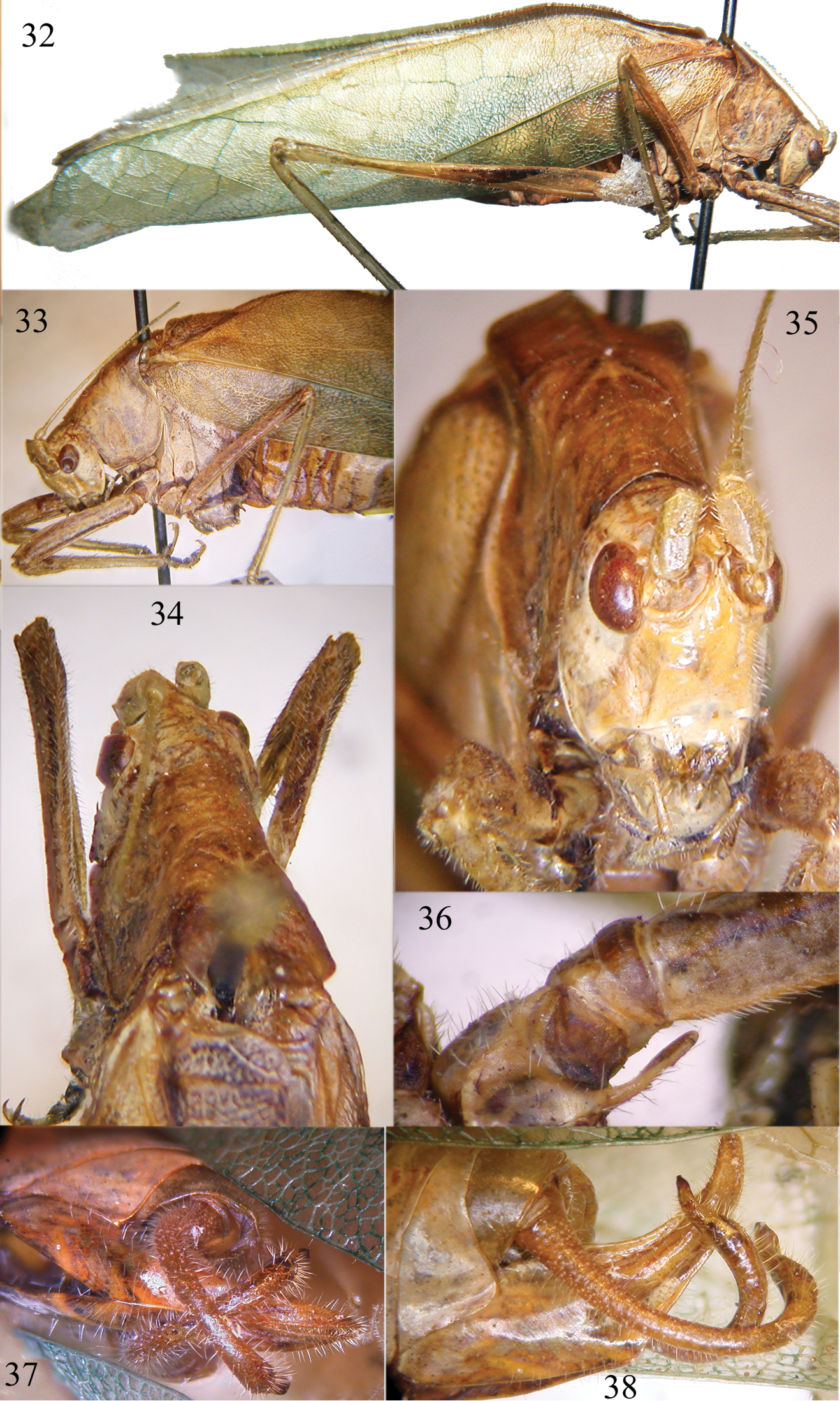
Olotipo di Angustithorax spiniger

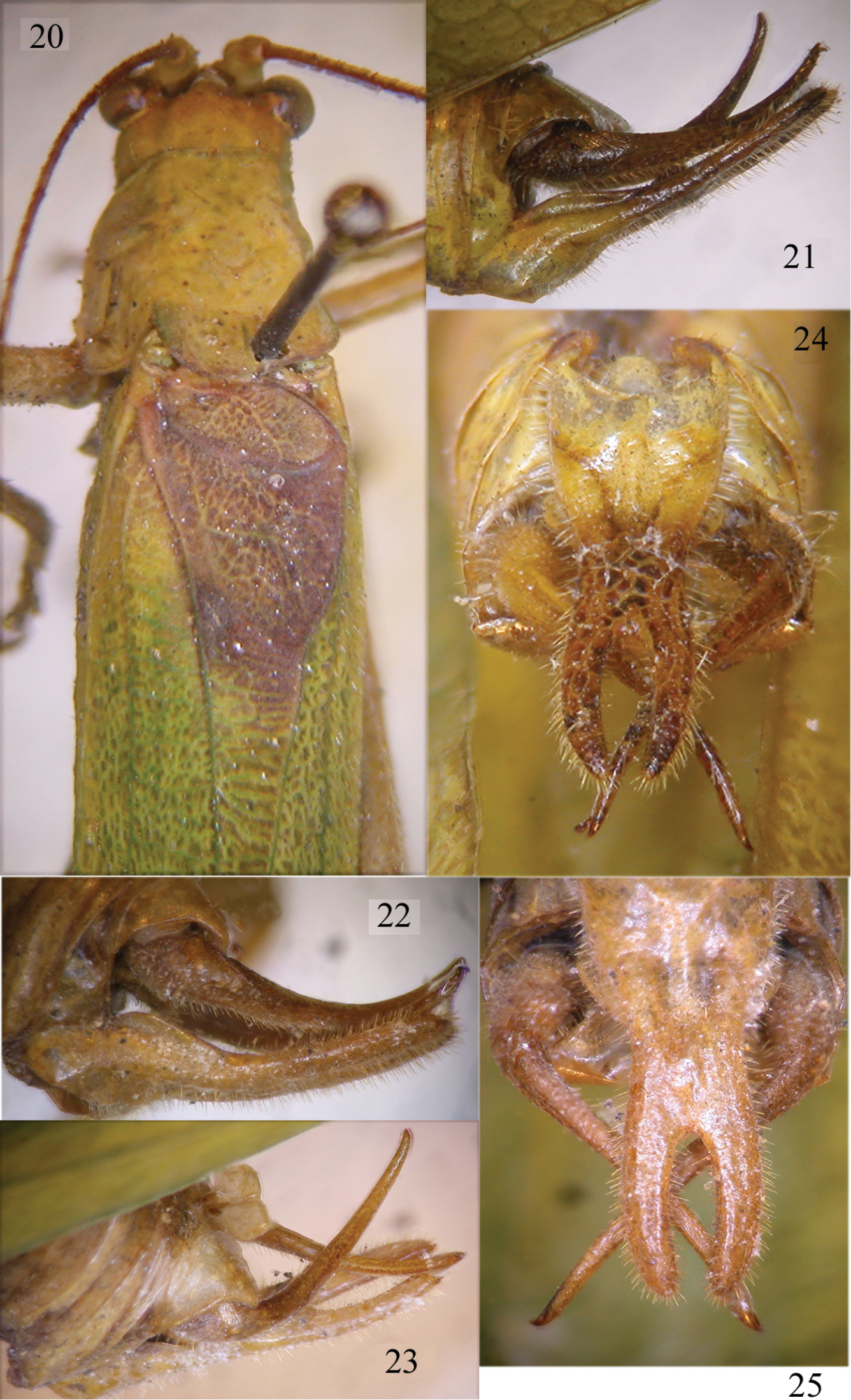
Olotipo di Melidia claudiae

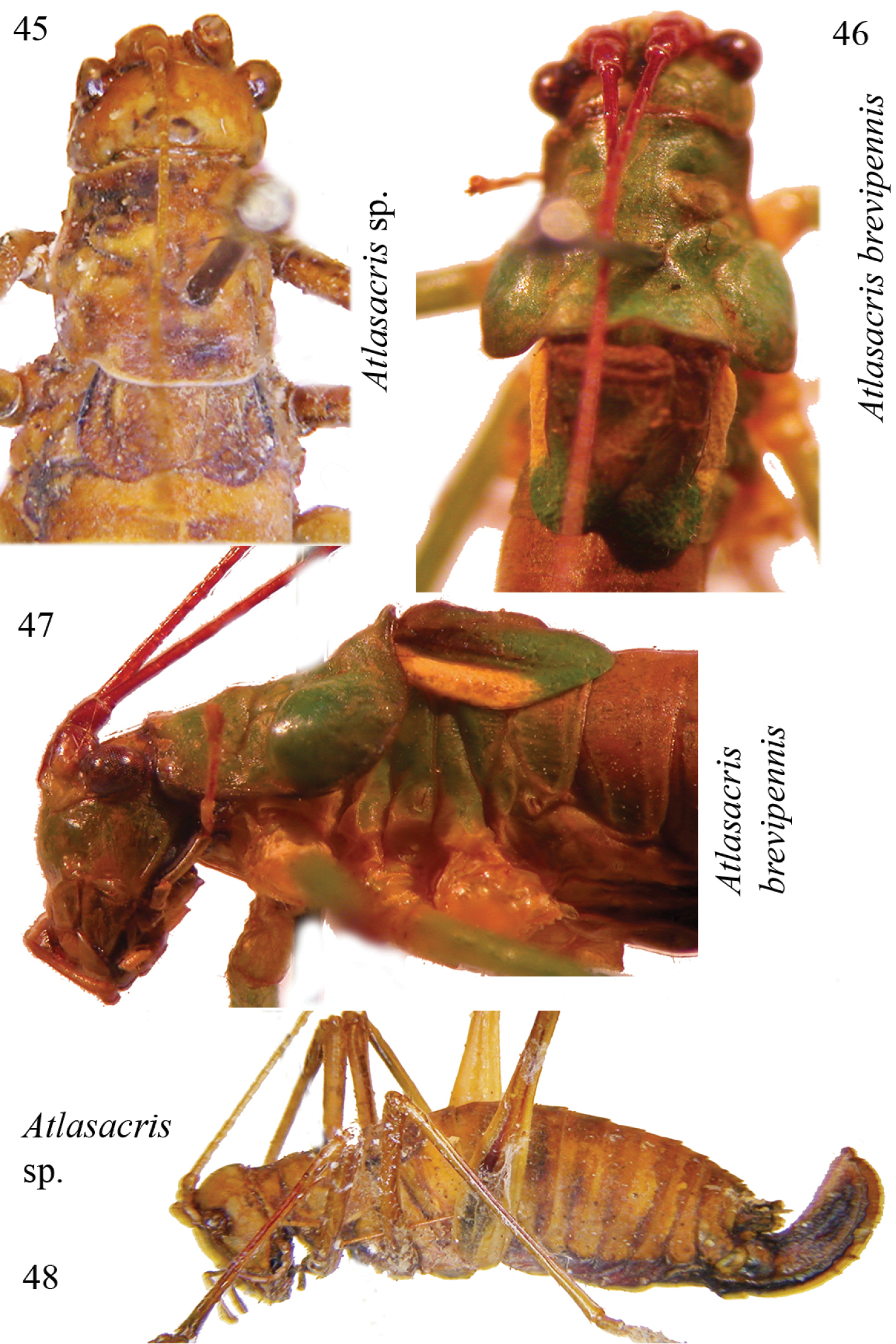
Atlasacris brevipennis

- Rhacocleis berberica dubronyi Baccetti, Massa & Canestrelli, 1995 (Tettigoniidae)
- Paracinipe adelaidae Massa, 1996 (Pamphagidae)
- Paracinipe baccettii Massa, 1996 (Pamphagidae)
- Afromeconema felicis Massa, 1997 (Tettigoniidae)
- Pezotettix sorbinii Massa & Fontana, 1998 (Acrididae)
- Chorthippus lebanicus Massa & Fontana, 1998 (Acrididae)
- Tettigonia krugeri Massa, 1998 (Tettigoniidae)
- Steropleurus filenorum Massa, 1998 (Tettigoniidae)
- Anadrymadusa jordanica Katbeh Bader e Massa, 2000 (Tettigoniidae)
- Ephippiger camillae Fontana & Massa, 2000 (Tettigoniidae)
- Uvarovistia rammei Katbeh Bader & Massa, 2001 (Tettigoniidae)
- Parapholidoptera willemsei Katbeh Bader & Massa, 2001 (Tettigoniidae)
- Rhacocleis lagrecai Fontana & Massa, 2003 (Tettigoniidae)
- Omocestus fontanai Massa, 2004 (Acrididae)
- Incertana drepanensis (Massa, Fontana & Buzzetti, 2006) (Tettigoniidae)
- Steropleurus ientilei Fontana & Massa, 2008 (Tettigoniidae)
- Orchamus kaltenbachi Massa, 2009 (Pamphagidae)
- Ochrilidia socotrae Massa, 2009 (Acrididae)
- Incertana tripolitana Fontana e Massa, 2009 (Tettigoniidae)
- Parapholidoptera georgiae Massa, Buzzetti e Fontana, 2009(Tettigoniidae)
- Parapholidoptera kalashiani Massa, Buzzetti e Fontana, 2009 (Tettigoniidae)
- Platycleis buzzettii Massa e Fontana, 2011 (Tettigoniidae)
- Squamiana bressani Massa e Fontana, 2011 (Tettigoniidae)
- Prionosthenus descampsi Massa, 2012
- Ocnerosthenus poggii Massa, 2012
- Angustithorax spiniger Massa, 2015 (Tettigoniidae)
- Atlasacris brevipennis Massa, 2015 (Tettigoniidae)
- Melidia claudiae Massa, 2015 (Tettigoniidae)
- Arostratum oblitum Massa, 2015 (Tettigoniidae)
- Symmetroraggea depravata Massa, 2017 (Tettigoniidae)
- Parapyrrhicia longipodex Massa, 2017 (Tettigoniidae)
- Madagascarantia bartolozzii Massa, 2017 (Tettigoniidae)
- Mimoscudderia spinicercata Massa, 2017 (Tettigoniidae)
- Pamphagus milevitanus Benkenana & Massa, 2017 (Pamphagidae)
- Sphodromerus carapezzanus Massa, 2017 (Acrididae)
- Anoxia scutellaris argentea Aliquò & Massa, 1976 (Scarabaeidae)
- Polyphylla ragusai aliquoi Massa & Tassi in Baraud, 1977 (Scarabaeidae)
- Hoplia attilioi Massa, 1979 (Scarabaeidae)
- Bolbelasmus romanorum Arnone e Massa, 2010 (Geotrupidae)

| Massa è l'abbreviazione standard utilizzata per le specie animali descritte da Bruno Massa. Categoria:Taxa classificati da Bruno Massa |